# Kaiser-Franz-Joseph-I.-Rettungs-Jubel-Marsch
Der Kaiser-Franz-Joseph-I.-Rettungs-Jubel-Marsch ist ein Marsch von Johann Strauss (Sohn) (op. 126). Das Werk wurde am 6. März 1853 im Tanzlokal Zum Sperl in Wien erstmals aufgeführt.